# Литовсько-Білоруська Радянська Соціалістична Республіка
Литовсько-Білоруська Радянська Соціалістична Республіка — радянська республіка, державне утворення, створена більшовиками на зайнятих Червоною Армією територіях сучасної Білорусі і Литви, що проіснувало лише декілька місяців (1919–1920).

## Передумови
У кінці 1918 при відступі німецьких військ і запроваджені радянських частин в Литві одночасно формувалося декілька центрів державності, що боролися один проти одного за владу: сформована Державна Рада Литви (лит. Lietuvos Valstybes Taryba; Литовская Державна Таріба) в листопаді 1918 уряд, комуністичні угрупування, польські об'єднання.

### Радянська Литва

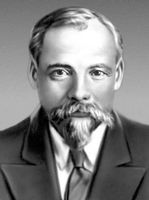
Вінцас Міцкявічюс-Капсукас

4 грудня Центральне бюро литовської секції РКП(б) у Москві ухвалило рішення створити литовський тимчасовий революційний уряд. 8 грудня було сформовано Тимчасовий революційний робітничо-селянський уряд Литви (лит. Lietuvos laikinoji revoliucine darbininku ir valstieciu  vyriausybe) під головуванням Вінцаса Міцкявічюса-Капсукаса. Місцем перебування уряду 16 грудня 1918 — 7 січня 1919 був зайнятий червоними частинами Двинськ (Даугавпілс). 16 грудня Тимчасовим революційним урядом було опубліковано маніфест, що оголосив про позбавлення влади німецьких окупантів, розпуск Литовської Таріби, перехід влади до рад депутатів трудящих і створення Литовської Радянської Республіки. Одночасно 15 грудня у Вільнюсі рада робочих депутатів на чолі з Пранасом Ейдукіавучіус проголосила встановлення радянської влади; 16 грудня комуністи, бундівці, ліві соціал-демократи провели демонстрацію і мітинг на підтримку Червоної Армії і комуністичної влади; 18 грудня було опубліковано єврейською, литовською, польською, російською мовами Маніфест вільнюської ради. У ті ж дні 16—19 грудня пройшли комуністичні демонстрації в інших містах Литви; у деяких містечках з'явилися ради робочих депутатів, які реальною владою, як правило, що не володіли. Радянська Росія декретом 22 грудня 1918 визнала Литовську Радянську Республіку (одночасно з Радянською Латвією). У грудні 1918 — січні 1919 червоні частини зайняли велику частину території Литви, з яких були виведені німецькі війська. При цьому створені раніше ради розганялися і створювалися ревкоми. 5 січня частини Червоної Армії зайняли Вільнюс, куди переїхав уряд Вінцаса Міцкявічюса-Капсукаса.

### Радянська Білорусь
Тим часом аналогічним чином 30—31 грудня 1918 у Смоленську був створений білоруський тимчасовий революційний робітничо-селянський уряд на чолі з д. Ф. Жілуновічем. 1 січня 1919 тимчасовий революційний уряд опублікував маніфест, що проголосив утворення Радянської Соціалістичної Республіки Білорусь. 5 січня 1919 уряду переїхало в зайнятий червоними частинами Мінськ, який став столицею республіки.

## ЛитБіл РСР
Після перших серйозних боїв польських частин з наступаючими червоними військами (14 лютого 1919) у першому періоді радянсько-польської війни польська армія на початку березня перейшла в наступ. Перший з'їзд Рад Білорусі (Мінськ, 2—3 лютого) і Перший з'їзд Рад Литви (Вільнюс, 18—20 лютого) прийняли Декларації про злиття республік. 27 лютого 1919 у Вільнюсі відбулося об'єднане засідання ЦК Литви і Білорусі. На ньому було проголошено утворення Литовсько-Білоруської Радянської Соціалістичної Республіки (Литбіл) зі столицею у Вільнюсі. У уряд (Рада Народних Комісарів ЛБРСР) увійшли голова Вінцас Міцкявічюс-Капсукас, Зігмас Ангаретіс, Йосип Уншліхт, Мойсей Калмановіч, Ю. І. Лещинський та інші). У об'єднану ЦВК (Центральний Виконавчий Комітет) увійшли під головуванням К. Р. Циховський, секретар Р. А. Піллер, Я. Р. Долецький, С. В. Іванов, Пранас Свотяліс, І. С. Уншліхт та інші). 4—6 березня відбувся об'єднувальний з'їзд КП(б)Б і КП(б)Л, на якому була утворена єдина комуністична партія Литви і Білорусі (КП(б)ЛБ), сформований Центральний Комітет партії і інші керівні органи. У Президію ЦК увійшли Вінцас Міцкявічюс-Капсукас (голова), Вільгельм Кнорін (секретар), Зігмас Ангаретіс, В. А. Богуцький, Долецький, С. В. Іванов, Калмановіч, О. Ф. М'ясників (М'ясникян), Уншліхт, Циховській, В. І. Яркин та ін.
Територія ЛітБіл РСР спочатку охоплювала Віленську й Мінську губернії, а також частина Ковенської і Гродненської губерній.

### Ліквідація
У зв'язку з наближенням польських військ до Вільнюсу 8 квітня республіка була оголошена на військовому положенні. 19 квітня була створена Рада оборони (Міцкявічюс-Капсукас — голова, Калмановіч, Уншліхт; пізніше були введені Бош, Кнорін, Циховській). До нього перейшла вся повнота військової і державної влади в республіці. Після того, як польські частини зайняли Вільнюс 19 квітня 1919 (зайняті були також Новогрудок, Барановичі, Ліда), керівництво ЛитБілу перемістилося до Мінська. 19 липня СНК ЛітБілу прийняв ухвалу про передачу всіх справ Мінському губернському РВК. Польські війська зайняли частину території Білорусі, включно Мінськ (8 серпня 1919). На цьому історія Литбілу фактично припиняється.